# Tornerò
Chansons représentant la Roumanie au Concours Eurovision de la chanson
Let Me Try
(2005) Liubi, Liubi, I Love You
(2007)
Tornerò (en français Je serai de retour) est la chanson représentant la Roumanie au Concours Eurovision de la chanson 2006, à Athènes, en Grèce. Elle est interprétée par Mihai Trăistariu.

## Sélection
TVR organise Selecția Națională 2006 pour désigner la chanson de la Roumanie au Concours Eurovision de la chanson 2006. Début février 2006, le diffuseur présente une liste provisoire de chansons pour deux demi-finales le 24 et 25 février.
Tornerò fut produit uniquement par Eduard Cîrcotă, l'un des auteurs-compositeurs, et enregistré au Art Music Studio de Bucarest en janvier 2006. Tornerò, dont le refrain est en anglais et les couplets en italien, est présentée lors de la deuxième demi-finale qu'elle remporte. La chanson gagnante est déterminée par une combinaison 50/50 de votes d'un jury et d'un télévote. Tornerò remporte la Selecția Națională avec un total de 22 points, dont dix attribués par le public (7 852 télévotes) et 12 par le jury.
À partir du 20 avril 2006, Mihai Trăistariu fait une tournée dans 14 pays, dont Malte, la France, la Grèce, Chypre, Monaco, l'Espagne, l'Allemagne, la Belgique, la Croatie, la Slovénie, la Bulgarie et la Moldavie. Elle précède une tournée nationale parrainée par Cosmote, entre le 7 avril dans dix villes roumaines.

## Eurovision
La Roumanie, en raison de sa troisième place l'année précédente, est qualifiée directement pour la finale.
La chanson Tornerò est l'une des favorites pour remporter le Concours Eurovision de la chanson par les fans et Fred Bronson de Billboard, et grimpe sur les cotes des paris.
La chanson est la douzième de la soirée, suivant Ninanajna interprétée par Elena Risteska pour la Macédoine et précédant Lejla interprétée par Hari Mata Hari pour la Bosnie-Herzégovine.
Sur scène, Trăistariu est accompagné de trois danseurs et de deux danseuses du groupe de danse Big Bounce. Leur chorégraphie est de CRBL et contient des éléments de ballet et de danse contemporaine.
À la fin des votes, la chanson obtient 172 points et finit à la quatrième place sur vingt-quatre participants.

### Points attribués à la Roumanie
| 12 points                        | 10 points                                                     | 8 points                                    | 7 points                                                                              | 6 points                                              |
| -------------------------------- | ------------------------------------------------------------- | ------------------------------------------- | ------------------------------------------------------------------------------------- | ----------------------------------------------------- |
| - Espagne - Moldavie             | - Chypre - Israël - Malte - Portugal                          |                                             | - France - Grèce                                                                      | - Danemark - Finlande - Irlande - Royaume-Uni - Suède |
| 5 points                         | 4 points                                                      | 3 points                                    | 2 points                                                                              |                                                       |
| - Allemagne - Croatie - Slovénie | - Arménie - Estonie - Norvège - Russie - Serbie-et-Monténégro | - Andorre - Biélorussie - Pologne - Turquie | - Albanie - Belgique - Bosnie-Herzégovine - Bulgarie - Islande - Lettonie - Macédoine | - Lituanie - Suisse - Ukraine                         |

## Postérité
La chanson sera dans le huitième album de Mihai Trăistariu intitulé du même nom, sorti en juillet 2006.

## Classements hebdomadaires
| Classement (2006)                  | Meilleure position |
| ---------------------------------- | ------------------ |
| Finlande (Suomen virallinen lista) | 8                  |
| Grèce (IFPI Greece)                | 4                  |
| Roumanie (Romanian Top 100)        | 38                 |
| Suède (Sverigetopplistan)          | 21                 |